# Alexander van Heeckeren van Kell

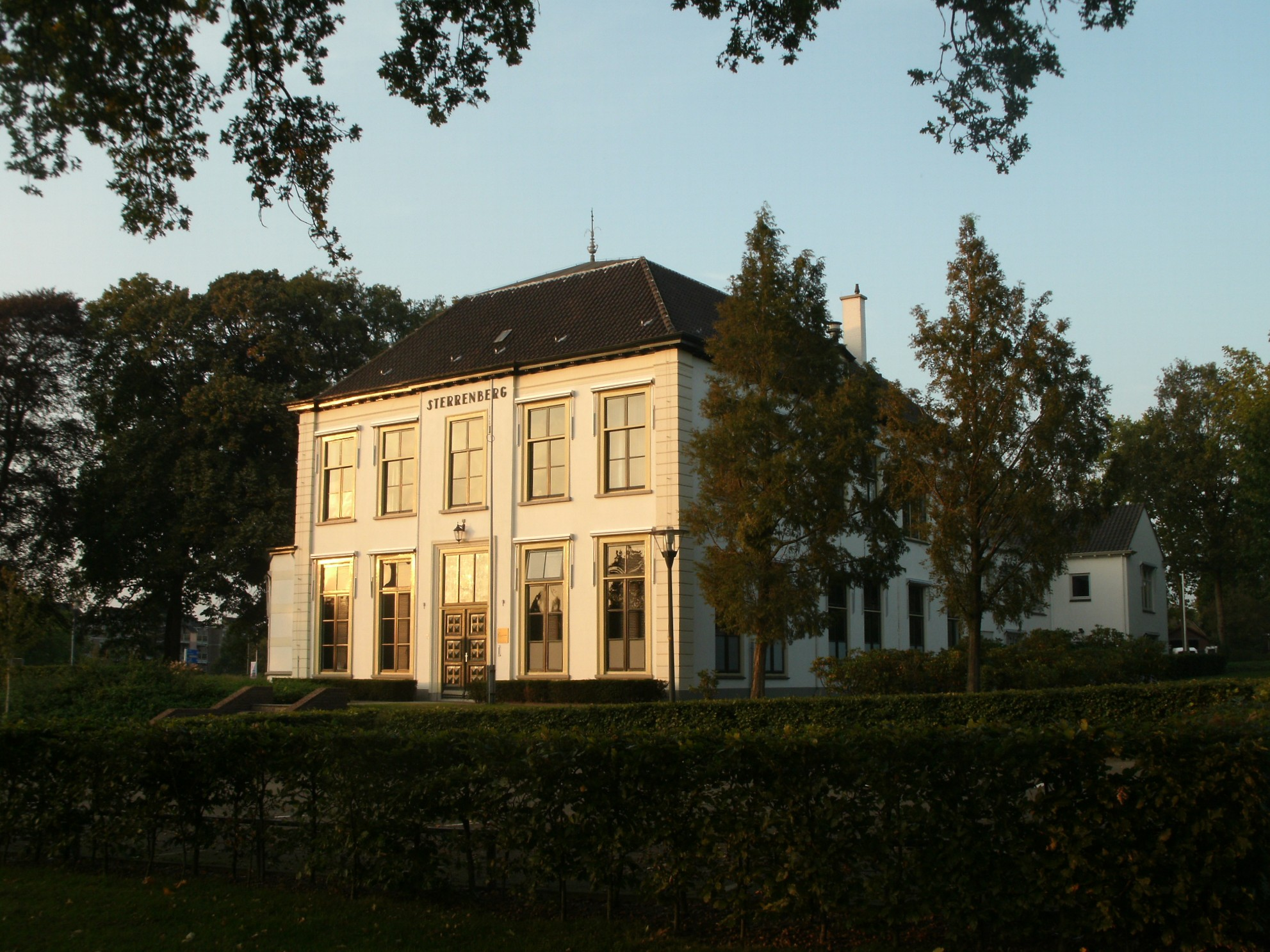
Villa Sterrenberg, ambtswoning van burgemeester Van Heeckeren in Ede

Alexander baron van Heeckeren van Kell (Angerlo, 19 juli 1871 - De Steeg, 4 juni 1945) was een Nederlands burgemeester uit het adellijke geslacht Van Heeckeren. Hij was lid van de Anti-Revolutionaire Partij (ARP).
Hij studeerde rechten aan de Universiteit Utrecht, een opleiding die hij in 1897 met goed gevolg afsloot. Hij was van 1903 tot 1910 burgemeester van Angerlo en van 1910 tot en met 1916 burgemeester van Ede. Hij trad toen wegens gezondheidsredenen terug. Verder was hij lid van de Provinciale Staten van Gelderland, kamerheer van de Koningin in buitengewone dienst en reserve-kolonel titulair voor speciale diensten van het Vrijwillige Landstorm, korps motordienst. 
Hij was een zoon van Willem baron Van Heeckeren van Kell (1815-1914), minister van Buitenlandse Zaken en directeur van het Kabinet des Konings, uit diens tweede huwelijk. Hij trouwde op 6 december 1898 met Renira gravin van Aldenburg Bentinck (1877-1953). Uit dit huwelijk werden zes kinderen geboren.

## Onderscheidingen
- Officier in de Orde van Oranje-Nassau
- Bronzen Watersnoodmedaille
- Herinneringsmedaille 1926
- Onderscheidingsteken voor Langdurige Dienst als officier (XV)
- Commandeur in de Orde van het Britse Rijk
- Commandeur in de Koninklijke Orde van de Leeuw